# Старшина (військове звання)
Старшина — військове звання сержантського складу в збройних силах багатьох країн світу. У збройних силах СРСР введене постановою ЦВК і РНК СРСР від 22 вересня 1935.
У Військово-морських силах званню старшини відповідає звання ''головний корабельний старшина''.
В Україні використовується з 1991 року.
05.07.2016 року президентом України був затверджений «Проєкт однострою та знаки розрізнення Збройних Сил України». В проєкті серед іншого розглянуті військові звання і знаки розрізнення. Відповідно до проєкту звання ''старшина'', ''прапорщик'' та ''старший прапорщик'' зникають, а перелік сержантських звань значно розширено.
З 1 жовтня 2020 року відповідником званню «старшини» у Збройних Силах України стало звання «головний сержант».

## Історія військового звання
Як назва посади ''старшина'' існував у Червоній армії до 1935 року.
Постановою ЦВК (№ 19) і РНК СРСР № 2135 «Про введення персональний військових звань керівного складу РСЧА і про затвердженні Положення о проходженні служби командним і керівним складом РСЧА» від 22 вересня 1935 у СРСР вводяться персональні військові. Звання старшини відносилося до рядового і молодшого командного складу, і було найстаршим з них (у сухопутних силах). Аналогічне за назвою звання на флоті, було на рівень нижче від свого сухопутного аналога і дорівнювало молодшому комвзводу. За чинним положенням, присвоювалося найкращим старшим сержантам, що прослужили на сержантських посадах не менше 6 місяців і призначеним на посади, для яких штатно передбачене звання старшини, а також позитивно атестованим старшим сержантам при звільненні їх у запас.
Знаками розрізнення старшин, розміщенні на петлицях відповідного до роду військ кольору, були чотири металевих емальованих трикутника на кожній з петлиць. Слід зауважити, що введена у 1938 році посада «помічника замполіту» мала свої знаки розрізнення, які збігалися зі знаками розрізнення старшини, різниця була лише у тому, що помічник замполіта носив на рукаві червону «комісарську» зірку. Флотський старшина носив на рукаві три вузькі стрічки під зіркою (чотири стрічки використовували старшини які займали посаду головного боцмана, а також помічники замполітов).
При реформі 1940 року, були змінені персональні звання молодшого командного складу РСЧА і флоту. Якщо у сухопутних силах, положення старшини не змінилося, то на флоті, звання старшини зникає. З'являються три нових звання старшини 2-ї та 1-ї статті, а також головний старшина. Еквівалентом старшини у сухопутних силах стає мічман. Старшини мали від одної до трьох стрічок на рукаві (залежно від звання), а мічмани мали чотири.
Указом ВР СРСР від 6.01.1943 «Про введення нових знаків розрізнення для особового складу Червоної армії» і від 15.02.1943 «Про введення нових знаків розрізнення для особового складу ВМФ» були ведені погони. Повністю змінилася система розпізнавання військових звань, пішли в минуле трикутники, куби, прямокутними та ромби, а сама система майже повернулася до стандартів Російської імперії, які були відмінені у 1917 році. Молодший командний склад відрізнявся поміж собою кількістю стрічок (личок) на погонах, середній, старший та вищий склад, кількістю зірочок та просвітів. Старшини отримали на погон широку поперечну стрічку, а також стрічку яка йшла вздовж погону. Слід зауважити, що погон старшини став виглядати майже як погон підпрапорщика на посаді фельдфебеля старої імперської армії. Нові знаки розрізнення отримали неофіційну назву «молоток».
У 1963 році знаки розрізнення старшини було змінено на широку поздовжню стрічку яка йшла від основи погону до його вершини (повністю збігаючись зі знаками розрізнення імперського підпрапорщика). У такому вигляді знаки розрізнення старшини проіснували до самого розвалу СРСР і з 1991 року були прийняті в Збройних силах України, та деяких інших держав що утворилися на руїнах зниклої держави.
У 2009 році були спроби ввести нові знаки розрізнення не пов'язані з колишньою радянською системою розрізнення. Для старшини це були чотири кутові смуги (кутом догори) під якими розташовується горизонтальна смуга.
5.07.2016 року президентом України був затверджений «Проект однострою та знаки розрізнення Збройних Сил України». В Проєкті серед іншого розглянуті військові звання і знаки розрізнення. Відповідно до проєкту звання старшина зникає. На перехідний період використовуються знаки розрізнення з чотирма кутовими смугами (кутом догори) під якими розміщується горизонтальна смуга чи дуга з вигином донизу.
Згідно з наказом Міністерства оборони України № 606 від 20.11.2017 уточнені знаки розрізнення військовослужбовців. Знаками розрізнення старшини вказано чотири кутові шеврони (кутами догори) знизу яких дуговий шеврон (вигином донизу). Шеврони завширшки 7 мм.

## Історія спеціального звання
У органах МВС СРСР також існувало звання старшини. Після 1943 року, усі звання були улаштовані до військових. Знаки розрізнення і положення в ієрархії відповідало армійському аналогу. Як і у збройних силах, радянська система звань і знаків розрізнення була задіяна в МВС України після 1991 року. Спроби ввести нові знаки розрізнення на початку 2000-х років частково вдалися. Якщо офіцери використовували стару радянську систему, то сержанти і старшини почали використовувати нові знаки розрізнення. Старшина став позначатися широким кутом (кутом догори), зверху якого розміщувався вузький кут.
2 липня 2015 року згідно зі ст. 80 розділу VII («Загальні засади проходження служби в поліції») Закону України «Про Національну поліцію», були встановлені спеціальні звання поліції. Звання старшини в нової ієрархії поліційних звань було відсутнє. Згідно з розділом ХІ «Прикінцеві та перехідні положення» при переатестації працівники, що мали спеціальне звання старшини міліції, отримують спеціальне звання старшого сержанта поліції (найстарше звання серед молодшого складу поліції).

## Знаки розрізнення старшин України

Бунчужний старшини 1918 р.
Погон старшини міліції (2002-2016)
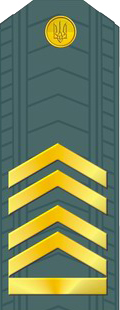
Проєкт погону старшини ЗСУ (2009)
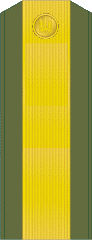
Погон старшини Сухопутних військ ЗСУ (1991-2016)
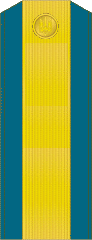
Погон старшини Повітряних сил ЗСУ (1991-2016)

| нижче за рангом: Старший сержант | Старшина 1991-2020 | вище за рангом: Прапорщик |

## Знаки розрізнення старшин СРСР (1935—1991)

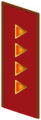
Петлиця піхотного старшини РСЧА (1935−1943)
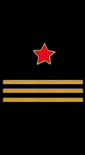
Нарукавні нашивки старшини ВМС СРСР (1935−1940)
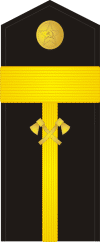
Погон старшини Інженерних військ РСЧА (1943−1946) та РА (1946- 1955)
Погон старшини Радянської армії ЗС СРСР (1955-1963).
Погон старшини Радянської армії ЗС СРСР (1963-1991). З 1991 року такий тип погонів використовувався у деяких країнах, що з’явилися на уламках СРСР.

## Знаки розрізнення старшин в арміях деяких країн світу

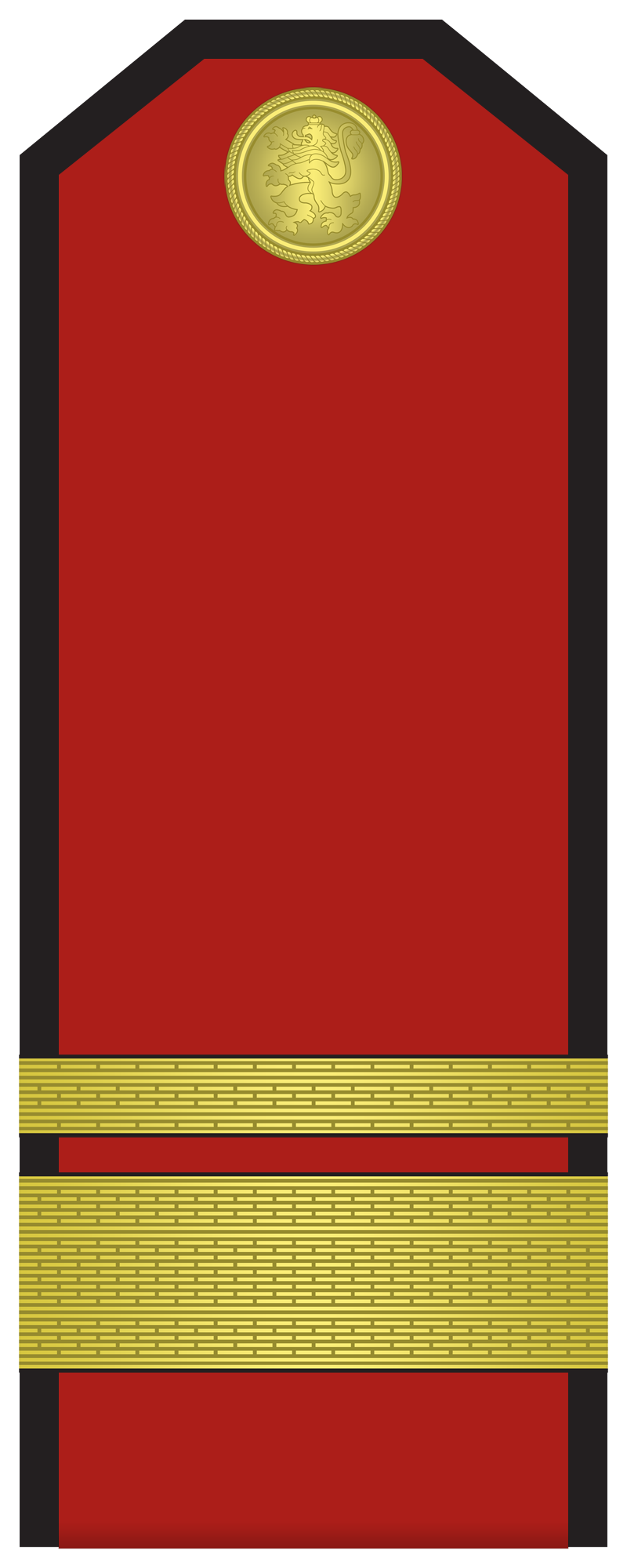
Погон старшини Болгарської армії
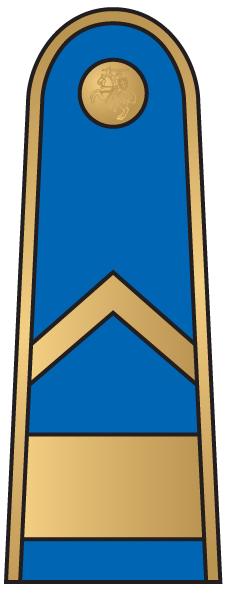
Погон старшини ПС Литви
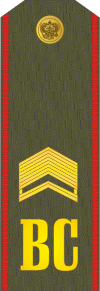
Погон старшини Сухопутних військ ЗС РФ (1994−2010)